# Sphaceloma embeliae
Sphaceloma embeliae är en svampart som beskrevs av Thirum. & Naras. Sphaceloma embeliae ingår i släktet Sphaceloma och familjen Elsinoaceae.   Inga underarter finns listade i Catalogue of Life.